# Grzegorz Kasprzik
Grzegorz Kasprzik, né le 20 septembre 1983 à Pyskowice, est un footballeur professionnel polonais. Il occupe actuellement le poste de gardien de but au Dąb Gaszowice.
Son frère Tomasz est aussi gardien de but, et joue au Nadwiślan Góra.

## Biographie

### La formation et les premiers déboires
Grzegorz Kasprzik commence à jouer au football au Górnik Zabrze, où son père s'occupe de la formation. Considéré comme un gardien d'avenir, il est sélectionné pour le championnat d'Europe des moins de dix-sept ans, en 2000 en Israël, lors duquel la Pologne ne réussit pas à passer le stade de la phase de poules, contrairement à l'année précédente où elle avait terminé finaliste. Convoité à dix-neuf ans par de nombreux clubs polonais, comme le Legia Varsovie, l'Amica Wronki ou le Świt Nowy Dwór, Kasprzik choisit l'Allemagne et Hambourg. Il y obtient même la double nationalité, mais revient finalement à Zabrze. Quelque temps plus tard, il croit devoir dire adieu au football quand il se rompt les ligaments du genou, puis quand il est arrêté par la police pour une bagarre et condamné à près de trois ans de prison. Après avoir effectué plusieurs appels, sa peine à Gliwice est réduite à seize mois. À sa sortie, en 2004, il revient dans sa région natale et trouve un petit club, le Przyszłość Ciochowice, pour recommencer à jouer au football. Deux années plus tard, Kasprzik est contacté par le  Piast Gliwice, qui lui fait signer un contrat en septembre 2006.

### Les débuts professionnels à Gliwice
Le 16 septembre, il joue son premier match avec le Piast, contre le Stal Stalowa Wola. Pour sa première année professionnelle, il ne dispute que cinq matches de deuxième division, et un seizième de finale de coupe nationale. Cependant, il devient le titulaire dans les cages dès la cinquième journée de la saison suivante, à la suite des méformes de Maciej Humerski. Utilisé vingt-neuf fois, il est l'un des artisans de la montée du club de Silésie en première division.
Le 9 août 2008, Kasprzik fait ses débuts en Ekstraklasa contre le Cracovia. Lors de cette saison, il ne manque aucune minute en championnat, et termine à la onzième place du classement. Tout proche à l'été 2009 du Górnik Zabrze, promu dans l'élite, le transfert est au dernier moment annulé, Zabrze étant rétrogradé pour des problèmes financiers.

### Tente de passer un palier au Lech Poznań, sans succès
Le 23 juin 2009, Grzegorz Kasprzik, l'une des priorités du nouvel entraîneur du Lech Poznań, Jacek Zieliński, y signe un contrat de quatre ans,. Le club dépense un peu moins de deux cent mille euros. Il y fait des débuts fracassants, arrêtant deux tirs au but et donnant la victoire à son équipe contre le Wisła Cracovie en Supercoupe de Pologne, à Lubin. Le 30 juillet, il joue son premier match européen contre le club norvégien du Fredrikstad FK, lors du troisième tour de qualification de la Ligue Europa. Lors du tour suivant, il commet une grosse erreur face au Club Bruges, repoussant le ballon directement sur Wesley Sonck, qui envoie ses coéquipiers en prolongation (Bruges se qualifie finalement lors de la séance des tirs au but). Malgré cela, il garde sa place dans les buts, jusqu'à la huitième journée et une défaite deux à zéro contre le Legia Varsovie. Encaissant jusqu'à cette date plus d'un but par match, il est remplacé par Jasmin Burić. Au mercato d'hiver, les rumeurs l'envoient vers d'autres clubs, mais Kasprzik est conservé par les dirigeants. En janvier 2010, les médecins lui découvrent une blessure au genou, et le déclarent indisponible jusqu'à la fin de la saison. Très diminué, Kasprzik n'arrive pas à revenir en forme et ne joue plus que quelques matches avec la réserve lors de la saison 2010-2011. Les dirigeants du Lech décident alors de le laisser s'entraîner avec les jeunes pour trouver une porte de sortie, puis de résilier son contrat en mars 2012.

### Retour en deuxième division
Après quelques mois passés à s'entraîner, et plusieurs essais réalisés avec le Zawisza Bydgoszcz ou le GKS Tychy, Kasprzik rejoint le Flota Świnoujście, club de deuxième division polonaise. Au sein de cette équipe ambitieuse, il trouve rapidement sa place, et joue même les premiers rôles au classement général. Après avoir passé plusieurs mois à la première place, Świnoujście est finalement dépassé lors des toutes dernières journées, et rate la montée pour un seul point et la différence particulière sur le Cracovia.
En juin 2013, il s'engage avec le Bruk-Bet Nieciecza, troisième du dernier championnat de deuxième division. Avec Nieciecza, il ne joue pas beaucoup, et le club résilie même son contrat en décembre 2013.

### S'engage avec le Górnik Zabrze
Le 27 décembre 2013, Kasprzik s'engage avec le club de sa jeunesse, le Górnik Zabrze, qui lui fait parapher un contrat de six mois avec option de prolongation de deux ans. il y joue régulièrement lors de la deuxième partie de saison 2013-2014, avant de s'asseoir sur le banc de touche la saison suivante, ne disputant que cinq matches en toute fin de championnat.
À l'été 2015, il profite des difficultés financières du club, contraint de se séparer de son gardien Pāvels Šteinbors, pour gagner une place de titulaire.

## Palmarès
- Vainqueur de la Supercoupe de Pologne : 2009
- Champion de Pologne : 2010